# Список Героев Социалистического Труда (Алабугина — Алямкина)
Эта страница является частью списка Героев Социалистического Труда и перечисляет в алфавитном порядке лиц, удостоенных звания Героя Социалистического Труда, чьи фамилии начинаются с буквы «А», от Алабугина до Алямкина.
- Список не включает дважды и трижды Героев Социалистического Труда, а также лиц, лишённых этого звания.
- Список содержит информацию о датах жизни, роде деятельности и дате присвоения звания Героя.
- Герои, удостоенные звания посмертно, выделены в списке  серым цветом .
- Герои, сменившие фамилию после присвоения звания, приводятся в списках дважды, при этом строка с новой фамилией выделяется  бежевым цветом  и не имеет номера.

## Список людей, фамилии которых начинаются с «А»
| Навигационная таблица | Навигационная таблица  |
| --------------------- | ---------------------- |
| «А»                   | Абаев — Авшалумов      |
| «А»                   | Ага Дадаш — Акыниязов  |
| «А»                   | Алабугина — Алямкина   |
| «А»                   | Амадалиев — Анюховская |
| «А»                   | Апайков — Асютченко    |
| «А»                   | Атабаев — Аяускайте    |

| №          | Фамилия, имя, отчество              | Даты жизни              | Деятельность | Дата присвоения | ГС         |
| ---------- | ----------------------------------- | ----------------------- | --- | --------------- | ---------- |
| 1          | Алабугина Анна Алексеевна           | 08.02.1908 — 29.10.1972 | Звеньевая семеноводческого колхоза «Союз строителей» Ояшинского района Новосибирской области | 20.03.1949      | [ ГС 1 ]   |
| 2          | Алавердашвили Матро Давыдовна       | 1901 — ????             | Звеньевая колхоза «Цители Арбошики» Цителицкаройского района Грузинской ССР | 09.08.1949      | [ ГС 2 ]   |
| 3          | Алагов Темирби Харитонович          | 27.03.1926 — 24.08.2005 | Звеньевой колхоза «Чермен» Пригородного района Северо-Осетинской АССР | 23.06.1966      | [ ГС 3 ]   |
| 4          | Аладашвили Георгий Иванович         | 1898 — ????             | Бригадир колхоза «Цители Арбошики» Цителицкаройского района Грузинской ССР | 09.08.1949      | [ ГС 4 ]   |
| 5          | Аладышкин Евгений Ильич             | 21.11.1912 — 22.11.1982 | Главный инженер НИИ-3 Государственного комитета по радиоэлектронике СССР, гор. Ленинград | 28.04.1963      | [ ГС 5 ]   |
| 6          | Аладьин Иван Маркиянович            | 1905—1974               | Машинист паровозного депо Глубокая Юго-Восточной железной дороги, Липецкая область | 01.08.1959      | [ ГС 6 ]   |
| 7          | Алазов Магауия Алазович             | 23.03.1936 — 21.10.2016 | Тракторист совхоза «Новоникольский» Бишкульского района Северо-Казахстанской области | 19.02.1981      | [ ГС 7 ]   |
| 8          | Алайцев Алексей Семёнович           | 23.05.1925 — 04.01.1993 | Слесарь Саратовского агрегатного завода Министерства оборонной промышленности СССР | 28.07.1966      | [ ГС 8 ]   |
| 9          | Аланд Роман Робертович              | 18.04.1928 — 27.10.1978 | Капитан рыболовного бота № 7221 рыболовецкого колхоза «Октябрь» Эстонской ССР | 07.07.1966      | [ ГС 9 ]   |
| 10         | Алания Гогуца Лукаевна              | 1908 — ????             | Колхозница колхоза имени Карла Маркса Хобского района Грузинской ССР | 19.07.1950      |            |
| 11         | Алания Ламара Естатовна             | род. 1936               | Машинист линии скручивания чайного листа Зугдидской чайной фабрики № 2 производственного объединения чайной промышленности «Чай-Грузия» Министерства пищевой промышленности Грузинской ССР                                                                        | 17.03.1981      | [ ГС 10 ]  |
| 12         | Алатуров Семён Семёнович            | 22.08.1938 — 10.04.2017 | Механизатор совхоза «Свободный» Камышнинского района Кустанайской области | 22.02.1982      | [ ГС 11 ]  |
| 13         | Алахмадова Бозоргул                 | род. 15.06.1936         | Бригадир колхоза имени Ленина Восейского района Кулябской области | 20.02.1978      | [ ГС 12 ]  |
| 14         | Албегов Харитон Андреевич           | 1908—2003               | Звеньевой колхоза «Хумалаг» Кировского района Северо-Осетинской АССР | 09.12.1961      | [ ГС 13 ]  |
| 15         | Албогачиев Артаган Орцхоевич        | 1914 — 03.04.1984       | Звеньевой совхоза «Экажевский» Назрановского района Чечено-Ингушской АССР | 08.04.1971      | [ ГС 14 ]  |
| 16         | Алдабергенов Жапек Нургазинович     | 06.05.1932 — 06.09.1994 | Рафинировщик Усть-Каменогорского свинцово-цинкового комбината имени В. И. Ленина Восточно-Казахстанского Совнархоза | 20.07.1963      | [ ГС 15 ]  |
| 17         | Алдекешов Нурман                    | 1890—1971               | Старший чабан колхоза «Енбекту» Карабутакского района Актюбинской области | 23.07.1948      | [ ГС 16 ]  |
| 18         | Алдияров Байзулла                   | 15.05.1924 — 04.09.1990 | Комбайнёр Кзылжарской МТС Новороссийского района Актюбинской области | 11.01.1957      | [ ГС 17 ]  |
| 19         | Алевский Гаврила Васильевич         | 08.04.1924 — 17.05.2008 | Комбайнёр Краснинской МТС Верхнеуральского района Челябинской области | 05.08.1952      | [ ГС 18 ]  |
| 20         | Алеев Алексей Григорьевич           | 22.04.1929 — 17.04.2006 | Бригадир слесарей-монтажников Красноярского монтажного участка треста «Гидромонтаж» Министерства энергетики и электрификации СССР | 01.06.1973      | [ ГС 19 ]  |
| 21         | Алекперов Кудрат Аллахверды оглы    | 17.09.1888 — 24.05.1959 | Звеньевой колхоза имени Багирова Астрахан-Базарского района Азербайджанской ССР | 10.03.1948      | [ ГС 20 ]  |
| 22         | Алекперов Салман Мамед Гусейн оглы  | 18.03.1927 — ????       | Звеньевой виноградарского совхоза имени Азизбекова Министерства пищевой промышленности СССР, Азербайджанская ССР | 04.09.1950      | [ ГС 21 ]  |
| 23         | Александрина Прасковья Фёдоровна    | 27.09.1917 — 19.12.1976 | Бригадир поверхностного комплекса шахты № 22—4-бис Луганского совнархоза, гор. Красный Луч | 07.03.1960      | [ ГС 22 ]  |
| 24         | Александров Анатолий Александрович  | 02.12.1938 — 16.11.2006 | Резьбошлифовщик Чебоксарского машиностроительного завода Министерства машиностроения для лёгкой и пищевой промышленности и бытовых приборов СССР, Чувашская АССР                                                                                                  | 03.01.1974      | [ ГС 23 ]  |
| 25         | Александров Анатолий Михайлович     | род. 08.07.1937         | Регулировщик радиоаппаратуры и приборов зеленоградского завода «Компонент» Министерства электронной промышленности СССР, гор. Москва | 10.10.1988      | [ ГС 24 ]  |
| 26         | Александров Анатолий Сергеевич      | 03.12.1899 — 29.03.1979 | Заместитель начальника Первого главного управления при Совете Министров СССР, генерал-майор инженерно-технической службы, гор. Москва | 29.10.1949      | [ ГС 25 ]  |
| 27         | Александров Антонин Алексеевич      | 14.11.1926 — 23.10.2009 | Электросварщик Пермского завода имени С. М. Кирова Министерства машиностроения СССР | 26.04.1971      | [ ГС 26 ]  |
| 28         | Александров Борис Александрович     | 04.08.1905 — 17.06.1994 | Начальник и художественный руководитель дважды Краснознамённого имени А. В. Александрова Ансамбля песни и пляски Советской Армии, народный артист СССР, генерал-майор, гор. Москва                                                                                | 01.08.1975      | [ ГС 27 ]  |
| 29         | Александров Василий Алексеевич      | 02.04.1922 — 12.08.2014 | Бригадир совхоза «Новый мир» Лужского района Ленинградской области | 11.12.1973      | [ ГС 28 ]  |
| 30         | Александров Виктор Фёдорович        | 02.01.1922 — 1996       | Слесарь-ремонтник Электростальского машиностроительного завода Министерства среднего машиностроения СССР, Московская область | 26.04.1971      | [ ГС 29 ]  |
| 31         | Александров Григорий Васильевич     | 23.01.1903 — 16.12.1983 | Кинорежиссёр, народный артист СССР, гор. Москва | 23.01.1973      | [ ГС 30 ]  |
| 32         | Александров Михаил Петрович         | 03.10.1908 — 31.12.1986 | Начальник комбината «Иркутсклес», Иркутская область | 05.10.1957      | [ ГС 31 ]  |
| 33         | Александров Николай Александрович   | 09.08.1922 — 30.12.1990 | Старший табунщик конного завода № 168 Кисловодского района Ставропольского края | 17.07.1952      | [ ГС 32 ]  |
| 34         | Александров Николай Николаевич      | 11.06.1917 — 07.10.1981 | Директор Научно-исследовательского института онкологии и медицинской радиологии Министерства здравоохранения Белорусской ССР, заведующий кафедрой Белорусского института усовершенствования врачей, член-корреспондент Академии медицинских наук СССР, гор. Минск | 10.06.1977      | [ ГС 33 ]  |
| 35         | Александров Павел Александрович     | 10.02.1927 — 06.06.2000 | Машинист горного комбайна шахты № 3 «Каменецкая» комбината «Новомосковскуголь» Министерства угольной промышленности СССР, Тульская область | 30.03.1971      | [ ГС 34 ]  |
| 36         | Александров Павел Сергеевич         | 07.05.1896 — 16.11.1982 | Заведующий отделом общей топологии Математического института имени В. А. Стеклова Академии наук СССР, заведующий кафедрой аналитической геометрии и топологии Московского государственного университета имени М. В. Ломоносова, академик АН СССР                  | 13.03.1969      | [ ГС 35 ]  |
| 37         | Александров Семён Петрович          | 01.01.1891 — 02.01.1962 | Директор Всесоюзного Магаданского научно-исследовательского института золота и редких металлов (ВНИИ-1), инженер-полковник, гор. Магадан | 29.10.1949      | [ ГС 36 ]  |
| 38         | Александрова Антонина Николаевна    | 20.03.1920 — 19.07.1949 | Старший стрелочник станции Валдайского военно-эксплуатационного отделения Калининской железной дороги, Ленинградская область | 05.11.1943      | [ ГС 37 ]  |
| 39         | Александрова Валентина Егоровна     | 07.10.1927 — 08.06.1994 | Звеньевая колхоза «Труд» Загорского района Московской области | 09.06.1950      | [ ГС 38 ]  |
| 40         | Александрова Таисия Ивановна        | 06.10.1909 — 25.10.1992 | Учительница средней школы № 11, гор. Йошкар-Ола Марийской АССР | 01.07.1968      | [ ГС 39 ]  |
| 41         | Алексанкин Яков Васильевич          | 15.06.1923 — 19.03.1991 | Председатель колхоза имени Калинина Несвижского района Минской области | 06.06.1984      | [ ГС 40 ]  |
| 42         | Алексанян Аракси Назаровна          | 1924—2006               | Почтальон отделения связи Ереванского почтамта Министерства связи Армянской ССР | 04.05.1971      | [ ГС 41 ]  |
| 43         | Алексанян Дустрик Акоповна          | 1926 — ????             | Звеньевая колхоза «Лен уги» Октемберянского района Армянской ССР | 14.06.1950      | [ ГС 42 ]  |
| 44         | Алексашвили Иван Давидович          | род. 1930               | Тракторист-комбайнёр Сагареджойского виноградарского совхоза Грузинской ССР | 07.03.1980      | [ ГС 43 ]  |
| 45         | Алексеев Аркадий Алексеевич         | род. 09.09.1937         | Бригадир комплексной бригады строительного управления № 43 строительно-монтажного треста № 4 Чувашского территориального управления строительства Министерства строительства СССР                                                                                 | 03.04.1974      | [ ГС 44 ]  |
| 46         | Алексеев Борис Петрович             | 13.09.1926 — 25.09.1996 | Шофёр Ингулецкого горно-обогатительного комбината Министерства чёрной металлургии Украинской ССР, Днепропетровская область | 30.03.1971      | [ ГС 45 ]  |
| 47         | Алексеев Валентин Петрович          | 19.10.1939 — 14.06.2022 | Бригадир слесарей-сборщиков Научно-исследовательского института автоматической аппаратуры Министерства радиопромышленности СССР, гор. Москва | 30.11.1988      | [ ГС 46 ]  |
| 48         | Алексеев Василий Петрович           | 05.12.1923 — 10.11.1986 | Вздымщик Нижнеудинского химлесхоза Министерства лесной и деревообрабатывающей промышленности СССР, Иркутская область | 07.05.1971      | [ ГС 47 ]  |
| 49         | Алексеев Владимир Васильевич        | 28.03.1926 — 12.09.2010 | Управляющий мостостроительным трестом № 5 Министерства транспортного строительства СССР, гор. Рига Латвийской ССР | 18.09.1981      | [ ГС 48 ]  |
| 50         | Алексеев Владимир Николаевич        | род. 11.06.1926         | Токарь завода подъёмно-транспортного оборудования имени С. М. Кирова Министерства тяжёлого, энергетического и транспортного машиностроения СССР, гор. Ленинград                                                                                                   | 05.04.1971      | [ ГС 49 ]  |
| 51         | Алексеев Иван Иванович              | 29.06.1924 — 05.10.1999 | Капитан среднего рыболовного траулера управления экспедиционного лова Балтийского рыбопромышленного треста, Калининградская область | 31.05.1958      | [ ГС 50 ]  |
| 52         | Алексеев Михаил Алексеевич          | 25.10.1926 — 04.05.2013 | Бригадир обжигальщиков Ленинградского завода керамических изделий Главленстройматериалов исполкома Ленинградского городского Совета народных депутатов | 19.03.1981      | [ ГС 51 ]  |
| 53         | Алексеев Михаил Николаевич          | 06.05.1918 — 19.05.2007 | Писатель, главный редактор журнала «Москва», гор. Москва | 05.05.1978      | [ ГС 52 ]  |
| 54         | Алексеев Михаил Фёдорович           | 15.02.1928 — 16.08.2000 | Бригадир комплексной бригады строительно-монтажного управления № 3 треста «Якутстрой», Якутская АССР | 11.08.1966      | [ ГС 53 ]  |
| 55         | Алексеев Николай Александрович      | 16.11.1873 — 15.05.1972 | Российский революционный деятель, врач, гор. Москва | 16.11.1963      | [ ГС 54 ]  |
| 56         | Алексеев Николай Александрович      | 17.11.1924 — 23.06.2009 | Начальник управления «Омскцелинстрой» Министерства сельского строительства РСФСР, Омская область | 07.05.1971      | [ ГС 55 ]  |
| 57         | Алексеев Николай Дмитриевич         | 15.04.1915 — 21.12.1995 | Бригадир штукатуров строительно-монтажной конторы № 1 Саратовского совнархоза | 09.08.1958      | [ ГС 56 ]  |
| 58         | Алексеев Николай Леонтьевич         | 14.04.1927 — 12.10.1987 | Комбайнёр Тарутинской МТС Чесменского района Челябинской области | 11.01.1957      | [ ГС 57 ]  |
| 59         | Алексеев Пётр Дмитриевич            | 12.08.1926 — 22.04.2010 | Дорожный мастер Кувандыкской дистанции пути Южно-Уральской железной дороги, Оренбургская область | 04.08.1966      | [ ГС 58 ]  |
| 60         | Алексеев Семён Михайлович           | 24.12.1909 — 04.02.1993 | Главный конструктор завода № 918 Государственного комитета Совета Министров СССР по авиационной технике, Московская область | 17.06.1961      | [ ГС 59 ]  |
| 61         | Алексеев Степан Иванович            | 1930 — 10.06.2002       | Комбайнёр совхоза «Ново-Ивановский» Ленинск-Кузнецкого района Кемеровской области | 11.12.1973      | [ ГС 60 ]  |
| 62         | Алексеева Анна Петровна             | 02.07.1914 — 16.01.2001 | Свинарка совхоза «Первомайский» Камышловского района Свердловской области | 22.03.1966      | [ ГС 61 ]  |
| 63         | Алексеева Екатерина Викторовна      | 1914—1985               | Зоотехник колхоза имени Тельмана Раменского района Московской области | 24.06.1949      | [ ГС 62 ]  |
| 64         | Алексеева Клавдия Ильинична         | 1913 — ????             | Рабочая Гонийского совхоза имени Берия Министерства сельского хозяйства СССР, Батумский район Аджарской АССР | 05.07.1949      | [ ГС 63 ]  |
| 65         | Алексеева Клавдия Сергеевна         | 1913—1969               | Доярка колхоза имени Ратова Ленинского района Московской области | 18.09.1950      | [ ГС 64 ]  |
| 66         | Алексеева Мария Герасимовна         | 1915 — ????             | Звеньевая семеноводческого совхоза «Вознесенский» Министерства совхозов СССР, Вознесенский район Николаевской области | 14.04.1949      |            |
| 66.000001  | Алексеева Мария Дмитриевна          | 25.06.1924 — 09.04.2010 | Звеньевая колхоза «Победа пятилетки» Елецкого района Орловской области | 30.03.1948      | [ ГС 65 ]  |
| 67         | Алексеева Ольга Михайловна          | 1910 — ????             | Звеньевая колхоза имени Карла Маркса Больше-Висковского района Кировоградской области | 25.09.1948      |            |
| 68         | Алексеева Пелагея Лаверовна         | 19.10.1915 — 1988       | Доярка совхоза «Ренско-Дынинский» Сандовского района Калининской области | 22.03.1966      | [ ГС 66 ]  |
| 69         | Алексеева Татьяна Фёдоровна         | 24.06.1915 — 15.01.1986 | Врач центральной районной больницы Кимрского района Калининской области | 04.02.1969      | [ ГС 67 ]  |
| 70         | Алексеевич Фёдор Павлович           | 18.02.1934 — 16.06.2022 | Шлифовщик 11-го Государственного подшипникового завода Минского совнархоза | 28.05.1960      | [ ГС 68 ]  |
| 71         | Алексеевский Евгений Евгеньевич     | 20.03.1906 — 01.01.1979 | Министр мелиорации и водного хозяйства СССР, гор. Москва | 19.03.1976      | [ ГС 69 ]  |
| 72         | Алексеенко Анатолий Михайлович      | род. 1930               | Машинист экскаватора специализированного управления № 57 треста № 5 Главкиевстроя, Киевская область | 11.08.1966      |            |
| 72.000002  | Алексеенко Валентина Харитоновна    | 02.12.1925 — 04.08.1991 | Звеньевая виноградарского совхоза «Гратиешты» Министерства пищевой промышленности СССР, Криулянский район Молдавской ССР | 23.07.1951      | [ ГС 70 ]  |
| 73         | Алексеенко Георгий Иванович         | 1907 — ????             | Старший чабан племенного овцеводческого совхоза «Советское руно» Министерства совхозов СССР, Ипатовский район Ставропольского края | 22.10.1949      | [ ГС 71 ]  |
| 74         | Алексеенко Евгения Кузьминична      | 1907 — ????             | Звеньевая молочного совхоза имени Куйбышева Министерства совхозов СССР, Днепропетровская область | 16.04.1949      |            |
| 75         | Алексенко Андрей Геннадьевич        | 24.01.1934 — 06.04.2014 | Начальник отделения — главный конструктор по направлению Научно-исследовательского института приборостроения Научно-производственного объединения «Радиоприбор» Министерства общего машиностроения СССР, гор. Москва                                              | 28.08.1986      | [ ГС 72 ]  |
| 76         | Алексенцева Нина Ефимовна           | 24.06.1940 — 12.02.2008 | Трактористка совхоза «Комсомольский» Павловского района Алтайского края | 08.04.1971      | [ ГС 73 ]  |
| 77         | Алеманов Николай Фирсонович         | 19.12.1922 — 05.05.1993 | Комбайнёр совхоза «Измайловский» Кизильского района Челябинской области | 08.04.1971      | [ ГС 74 ]  |
| 78         | Алемский Николай Иванович           | 1914—1987               | Бригадир тракторной бригады Красногорской МТС Джамбулской области | 28.03.1948      | [ ГС 75 ]  |
| 79         | Аленьков Владимир Григорьевич       | 30.11.1923 — 05.05.1993 | Председатель колхоза имени Дзержинского Знаменского района Кировоградской области | 08.04.1971      | [ ГС 76 ]  |
| 80         | Алесенко Василий Антонович          | 23.02.1926 — 28.07.1981 | Бригадир горнорабочих очистного забоя шахты № 66 комбината «Свердловантрацит» Министерства угольной промышленности Украинской ССР, Ворошиловградская область | 30.03.1971      | [ ГС 77 ]  |
| 81         | Алескеров Садраддин Фаррух оглы     | 21.03.1929 — 14.06.2019 | Старший чабан колхоза «26 комиссаров» Агдамского района Азербайджанской ССР | 21.11.1958      | [ ГС 78 ]  |
| 82         | Алескерова Франгиз Рустам кызы      | 05.02.1903 — 10.05.1974 | Звеньевая колхоза имени Кагановича Тертерского района Азербайджанской ССР | 10.03.1948      | [ ГС 79 ]  |
| 83         | Алескерова Шамама Мамедовна         | 08.03.1904 — 02.04.1977 | Главный врач родильного дома № 5 имени Н. К. Крупской, гор. Баку Азербайджанской ССР | 04.02.1969      | [ ГС 80 ]  |
| 84         | Алёхин Дмитрий Афанасьевич          | 15.08.1913 — 20.03.1975 | Навалоотбойщик шахты № 2 треста «Епифаньуголь» комбината «Тулауголь» Министерства угольной промышленности западных районов СССР, Тульская область | 28.08.1948      | [ ГС 81 ]  |
| 85         | Алёхин Николай Михайлович           | 20.01.1935 — 01.09.2003 | Машинист бумагоделательной машины Балахнинского целлюлозно-бумажного комбината имени Ф. Э. Дзержинского Министерства целлюлозно-бумажной промышленности СССР, Горьковская область                                                                                 | 13.05.1977      | [ ГС 82 ]  |
| 86         | Алёхин Тихон Егорович               | 21.05.1913 — 19.04.1970 | Бригадир тракторной бригады Давлекановской машинно-тракторной станции, Башкирская АССР | 02.04.1948      | [ ГС 83 ]  |
| 87         | Алечко Мария Михайловна             | 10.10.1926 — 2000       | Доярка колхоза имени Сталина Тячевского района Закарпатской области | 26.02.1958      |            |
| 88         | Алёшин Александр Васильевич         | 18.07.1918 — 19.04.2001 | Шофёр Ивантеевского грузового автотранспортного предприятия Министерства автомобильного транспорта РСФСР, Московская область | 04.05.1971      | [ ГС 84 ]  |
| 89         | Алёшин Алексей Митрофанович         | 08.07.1926 — 11.10.2014 | Токарь завода Тульского завода электроэлементов Министерства радиопромышленности СССР, гор. Тула | 26.04.1971      | [ ГС 85 ]  |
| 90         | Алёшин Анатолий Антипович           | род. 28.03.1938         | Слесарь-монтажник специального производственно-монтажного управления № 9 треста «Спецмашмонтаж» Министерства монтажных и специальных строительных работ Украинской ССР, гор. Днепропетровск                                                                       | 29.08.1969      | [ ГС 86 ]  |
| 91         | Алёшин Василий Фёдорович            | 1925—1986               | Бригадир колхоза имени Свердлова Шахтёрского района Донецкой области | 30.04.1966      | [ ГС 87 ]  |
| 92         | Алёшин Иван Васильевич              | 15.01.1909 — 30.07.1991 | Комбайнёр Новотроицкой МТС Джамбулской области | 11.01.1957      | [ ГС 88 ]  |
| 93         | Алёшин Сергей Никифорович           | 18.10.1913 — 09.07.1975 | Начальник Ангарского управления строительства № 16 Министерства среднего машиностроения СССР, Иркутская область | 26.04.1971      | [ ГС 89 ]  |
| 94         | Алёшин Юрий Фёдорович               | 15.01.1920 — 20.11.1998 | Председатель колхоза имени Ленина Новопсковского района Луганской области | 23.06.1966      | [ ГС 90 ]  |
| 95         | Алёшина Анна Дмитриевна             | 23.12.1911 — 29.01.1963 | Звеньевая семеноводческого колхоза «Свобода» Пучежского района Ивановской области | 09.06.1950      | [ ГС 91 ]  |
| 96         | Алёшина Евдокия Афанасьевна         | 28.02.1915 — 15.05.2000 | Звеньевая семеноводческого колхоза «Свобода» Пучежского района Ивановской области | 09.06.1950      | [ ГС 92 ]  |
| 97         | Алёшкин Павел Егорович              | 16.02.1913 — 06.02.2001 | Капитан среднего рыболовного траулера «Полярник» управления тралового флота Главкамчатрыбпрома Министерства рыбной промышленности СССР, Камчатская область | 02.03.1957      | [ ГС 93 ]  |
| 98         | Алещева Екатерина Васильевна        | 24.10.1913 — 12.12.1981 | Доярка колхоза имени Маленкова Каширского района Московской области | 30.01.1957      | [ ГС 94 ]  |
| 99         | Алиахунов Абдукадыр                 | 1902 — 1970             | Звеньевой колхоза «Кызыл-Шарк» Карасуйского района Ошской области | 20.03.1951      | [ ГС 95 ]  |
| 100        | Алибаев Бургазы                     | 1891—1975               | Заведующий конефермой колхоза «Кайнар» Сузакского района Южно-Казахстанской области | 23.07.1948      | [ ГС 96 ]  |
| 101        | Алибаев Давлят                      | 05.12.1922 — 23.10.2009 | Председатель исполкома Джар-Курганского райсовета депутатов трудящихся Сурхан-Дарьинской области | 11.01.1957      | [ ГС 97 ]  |
| 102        | Алибаев Оспан                       | 1907—1971               | Старший чабан колхоза имени Карла Маркса Жана-Аркинского района Карагандинской области | 12.07.1949      | [ ГС 98 ]  |
| 103        | Алибаева Алтынкуль                  | 1913 — ?                | Звеньевая колхоза «Кок-Узек» Свердловского района Джамбулской области | 28.03.1948      | [ ГС 99 ]  |
| 104        | Алибегов Иван Алексеевич            | 1914 — ????             | Звеньевой колхоза имени Жданова Гурджаанского района Грузинской ССР | 09.08.1949      | [ ГС 100 ] |
| 105        | Алибеков Исхак Алибекович           | 28.09.1908 — 10.05.1991 | Главный врач сельской участковой больницы Джамбулского района Алма-Атинской области | 04.02.1969      | [ ГС 101 ] |
| 106        | Алибекова Карачач                   | 1894—1960               | Чабан колхоза «40 лет Октября» Петровского района Фрунзенской области | 16.10.1958      | [ ГС 102 ] |
| 107        | Алиев Аббос                         | 1901 — ???              | Звеньевой колхоза имени Орджоникидзе Комсомольского района Самаркандской области | 12.07.1949      |            |
| 108        | Алиев Ага Юсуп                      | 1882 — 30.09.1970       | Председатель колхоза «Большевик» Байрам-Алийского района Марыйской области | 05.04.1948      | [ ГС 103 ] |
| 109        | Алиев Али Алы оглы                  | 1892 — ????             | Звеньевой Агдамского виноградарского совхоза Министерства промышленности продовольственных товаров СССР, Агдамский район Азербайджанской ССР | 16.05.1955      | [ ГС 104 ] |
| 110        | Алиев Али Наги оглы                 | 1932 — 22.05.1995       | Бригадир совхоза «Коммунизм» Бабекского района Нахичеванской АССР | 10.03.1982      | [ ГС 105 ] |
| 111        | Алиев Алимирза Алиевич              | род. 1933               | Машинист бульдозера управления строительства дренажа № 2 треста «Дренажстрой» управления «Голодностепстрой» Министерства мелиорации и водного хозяйства Узбекской ССР, Сырдарьинская область                                                                      | 30.04.1966      | [ ГС 106 ] |
| 112        | Алиев Аскер Али оглы                | 01.07.1915 — 02.06.1966 | Бригадир колхоза имени Орджоникидзе Агдамского района Азербайджанской ССР | 25.07.1951      | [ ГС 107 ] |
| 113        | Алиев Булат                         | 1898—1969               | Старший табунщик колхоза имени Тельмана Гунибского района Дагестанской АССР | 15.09.1948      | [ ГС 108 ] |
| 114        | Алиев Гадой                         | 1901 — 06.06.1988       | Звеньевой колхоза «Коммунизм» Канибадамского района Ленинабадской области | 01.03.1948      | [ ГС 109 ] |
| 115        | Алиев Газанфар Керим оглы           | 26.05.1927 — 17.07.1984 | Машинист локомотивного депо Кировабад Азербайджанской железной дороги | 03.10.1980      | [ ГС 110 ] |
| 116        | Алиев Гиди Иса оглы                 | 05.07.1896 — 29.05.1959 | Председатель колхоза «Красный Аллар» Астрахан-Базарского района Азербайджанской ССР | 10.03.1948      | [ ГС 111 ] |
| 117        | Алиев Гумбат Мамед оглы             | род. 25.10.1932         | Бригадир колхоза имени 26 Бакинских комиссаров Бардинского района Азербайджанской ССР | 27.12.1976      | [ ГС 112 ] |
| 118        | Алиев Гюль Бала оглы                | 05.12.1879 — 27.03.1971 | Мастер по сложным работам конторы капитального ремонта скважин треста «Сталиннефть» Министерства нефтяной промышленности южных и западных районов СССР, Азербайджанская ССР                                                                                       | 08.05.1948      | [ ГС 113 ] |
| 119        | Алиев Иса Муса оглы                 | 1938 — 24.12.1997       | Бригадир колхоза «1 Мая» Ильичёвского района Нахичеванской АССР | 27.12.1976      | [ ГС 114 ] |
| 120        | Алиев Кара                          | 1915 — ????             | Председатель колхоза имени Ленина Узунского района Сурхан-Дарьинской области | 11.01.1957      | [ ГС 115 ] |
| 121        | Алиев Мамед Магерамм оглы           | 1910 — ????             | Главный агроном районного отдела сельского хозяйства Таузского района Азербайджанской ССР | 10.03.1948      | [ ГС 116 ] |
| 122        | Алиев Мамед Рза Алекпер оглы        | 13.07.1895 — ????       | Председатель колхоза имени Алиева Шамхорского района Азербайджанской ССР | 10.03.1948      | [ ГС 117 ] |
| 123        | Алиев Махарам Акпер оглы            | 16.11.1931 — 05.09.2015 | Звеньевой колхоза имени Пушкина Астрахан-Базарского района Азербайджанской ССР | 27.07.1951      | [ ГС 118 ] |
| 124        | Алиев Мехти Микаил оглы             | 01.07.1908 — 31.01.1992 | Бригадир колхоза имени Орджоникидзе Агдамского района Азербайджанской ССР | 25.07.1951      | [ ГС 119 ] |
| 125        | Алиев Мешади Али оглы               | род. 22.03.1923         | Старший машинист котельного цеха Сумгаитской ТЭЦ № 1 Министерства энергетики и электрификации СССР, Азербайджанская ССР | 17.05.1977      | [ ГС 120 ] |
| 126        | Алиев Муршуд Микаил оглы            | 01.06.1906 — 12.07.1970 | Звеньевой колхоза имени Орджоникидзе Агдамского района Азербайджанской ССР | 01.07.1949      | [ ГС 121 ] |
| 127        | Алиев Мясим Касум оглы              | 14.07.1910 — ????       | Звеньевой колхоза имени Алиева Шамхорского района Азербайджанской ССР | 10.03.1948      | [ ГС 122 ] |
| 128        | Алиев Нариман Абдулхаликович        | 21.12.1930 — 26.11.2007 | Директор совхоза имени Алиева Дербентского района Дагестанской АССР | 07.12.1973      | [ ГС 123 ] |
| 129        | Алиев Нуруш Алигасан оглы           | 1911—1995               | Председатель колхоза имени С. Шаумяна Нефтечалинского района Азербайджанской ССР | 03.10.1980      | [ ГС 124 ] |
| 130        | Алиев Рустам Аллахверды оглы        | 16.09.1903 — 19.09.1974 | Председатель колхоза «Красный Октябрь» Сафаралиевского района Азербайджанской ССР | 10.03.1948      | [ ГС 125 ] |
| 131        | Алиев Усман Гатауллович             | 18.08.1924 — 25.01.1986 | Бригадир колхоза «Ирек» Дрожжановского района Татарской АССР | 07.12.1973      |            |
| 132        | Алиев Шамиль Рустамович             | 1929 — ????             | Фрезеровщик Кишлинского машиностроительного завода Министерства химического и нефтяного машиностроения СССР, гор. Баку Азербайджанской ССР | 13.05.1977      | [ ГС 126 ] |
| 133        | Алиев Энвер                         | 05.08.1927 — 23.05.2017 | Звеньевой совхоза имени Пятилетия УзССР Аккурганского района Ташкентской области | 10.12.1973      | [ ГС 127 ] |
| 134        | Алиев Яхья Дадаш оглы               | 1901 — 15.04.1958       | Звеньевой виноградарского совхоза имени Низами Министерства пищевой промышленности СССР, Таузский район Азербайджанской ССР | 05.10.1949      | [ ГС 128 ] |
| 135        | Алиева Аджош Ибрагим кызы           | 25.03.1922 — 23.03.1996 | Звеньевая колхоза «Кармир Астх» Октемберянского района Армянской ССР | 14.06.1950      | [ ГС 129 ] |
| 136        | Алиева Адига Ашраф кызы             | 01.07.1911 — 1970       | Звеньевая колхоза имени Орджоникидзе Агдамского района Азербайджанской ССР | 01.07.1949      | [ ГС 130 ] |
| 137        | Алиева Боюкханым Абдулла кызы       | 18.06.1923 — 22.10.2001 | Главный врач Арчиванской участковой больницы Астаринского района Азербайджанской ССР | 23.10.1978      | [ ГС 131 ] |
| 138        | Алиева Гюльсанам Ахмед кызы         | род. 1934               | Доярка Гардабанского молочного совхоза Гардабанского района Грузинской ССР | 08.04.1971      |            |
| 139        | Алиева Зияфат Мустафа кызы          | 15.08.1945 — 08.01.2025 | Табаковод совхоза «Гэлэбэ» Варташенского района Азербайджанской ССР | 10.03.1982      | [ ГС 132 ] |
| 140        | Алиева Сакина Али кызы              | 1910—1950               | Звеньевая виноградарского совхоза имени Низами Министерства пищевой промышленности СССР, Таузский район Азербайджанской ССР | 05.10.1949      | [ ГС 133 ] |
| 141        | Алиева Самая Дадаш кызы             | 09.03.1937 — 18.10.2013 | Звеньевая совхоза имени Азизбекова Ленкоранского района Азербайджанской ССР | 30.04.1966      | [ ГС 134 ] |
| 142        | Алиева Солмаз Самед кызы            | 31.12.1945 — 25.05.2012 | Звеньевая совхоза имени Б. О. Аббасова Ленкоранского района Азербайджанской ССР | 12.12.1973      | [ ГС 135 ] |
| 143        | Алиева Сугра                        | 1927 — ????             | Звеньевая колхоза «Новый путь» Чуйского района Джамбулской области | 28.03.1948      | [ ГС 136 ] |
| 144        | Алиева Сурая Гашум кызы             | 12.02.1926 — ????       | Звеньевая колхоза имени Багирова Нухинского района Азербайджанской ССР | 17.08.1950      | [ ГС 137 ] |
| 145        | Алиева Тамам Азиз кызы              | 1903 — 16.08.1980       | Звеньевая колхоза «Социализм» Норашенского района Азербайджанской ССР | 10.03.1948      | [ ГС 138 ] |
| 146        | Алиева Тамаша Рустам кызы           | 15.05.1921 — 1998       | Председатель колхоза «Социализм» Агдамского района Азербайджанской ССР | 30.04.1966      | [ ГС 139 ] |
| 147        | Алиева Фируза Аллахверен кызы       | 24.02.1912 — ????       | Звеньевая колхоза имени Молотова Зангеланского района Азербайджанской ССР | 10.03.1948      | [ ГС 140 ] |
| 148        | Алиева Шамама Танрыверди кызы       | 01.05.1938 — 01.2020    | Хлопкороб колхоза «Коммунист» Евлахского района Азербайджанской ССР | 10.03.1982      | [ ГС 141 ] |
| 149        | Алижанов Ташмамат                   | род. 1933               | Бригадир тракторно-полеводческой хлопководческой бригады совхоза «Ак-Курган» Ак-Курганского района Ташкентской области | 28.05.1960      | [ ГС 142 ] |
| 150        | Аликин Николай Васильевич           | 07.02.1910 — 18.05.1966 | Старший вальцовщик жестепрокатного цеха Лысьвенского металлургического завода, Пермская область | 19.07.1958      | [ ГС 143 ] |
| 151        | илАликулиева Исбаит Джебраил кызы   | 1909 — ????             | Звеньевая колхоза имени Низами Зангеланского района Азербайджанской ССР | 10.03.1948      | [ ГС 144 ] |
| 152        | Аликулов Ходжа                      | род. 1927               | Машинист экскаватора Ангренского разреза комбината «Средазуголь» Министерства угольной промышленности СССР, Ташкентская область | 30.03.1971      |            |
| 153        | Алимагомедов Джалалудин Магомедович | 19.11.1911 — 24.04.1991 | Мастер Гергебильских электросетей Министерства энергетики и электрификации СССР, Дагестанская АССР | 20.04.1972      | [ ГС 145 ] |
| 154        | Алимаев Карбоз                      | род. 1936               | Тракторист совхоза «Бозколь» Казалинского района Кзыл-Ординской области | 19.04.1967      | [ ГС 146 ] |
| 155        | Алимарданов Файзулло                | 1903—1963               | Звеньевой колхоза имени Тельмана Орджоникидзеабадского района Сталинабадской области | 01.03.1948      | [ ГС 147 ] |
| 156        | Алимарин Иван Павлович              | 11.09.1903 — 17.12.1989 | Заведующий кафедрой аналитической химии Московского государственного университета имени М. В. Ломоносова, академик АН СССР | 23.01.1980      | [ ГС 148 ] |
| 157        | Алимахов Абдула                     | 1898 — ????             | Старший табунщик колхоза имени Ленина Акушинского района Дагестанской АССР | 15.09.1948      | [ ГС 149 ] |
| 158        | Алимбаев Пахнидин                   | 1898 — 1982             | Звеньевой колхоза имени Кагановича Янги-Наукатского района Ошской области | 29.05.1950      | [ ГС 150 ] |
| 159        | Алимбаева Мамила                    | 01.01.1916 — 22.06.2015 | Звеньевая колхоза «Энбекши-Казах» Кировского района Талды-Курганской области | 28.03.1948      | [ ГС 151 ] |
| 160        | Алимбеков Ашимбек                   | 07.11.1882 — 1950       | Старший чабан колхоза «Аши-Су» Абралинского района Семипалатинской области | 23.07.1948      | [ ГС 152 ] |
| 161        | Алимбекова Сара                     | 1900 — ????             | Звеньевая колхоза «Джана-Талап» Талды-Курганского района Талды-Курганской области | 28.03.1948      | [ ГС 153 ] |
| 162        | Алимбетов Алпеис                    | 1899 — ????             | Старший табунщик колхоза «Талапты» Шаульдерского района Южно-Казахстанской области | 23.07.1948      | [ ГС 154 ] |
| 163        | Алимбетов Тулеген                   | 1926 — 02.07.2002       | Капитан рыболовного бота Аральского рыбокомбината Министерства рыбного хозяйства Казахской ССР, Кзыл-Ординская область | 26.04.1971      | [ ГС 155 ] |
| 164        | Алимирзоев Ашраф Орудж оглы         | 08.02.1910 — 13.01.1982 | Председатель колхоза «Бакинский рабочий» Куткашенского района Азербайджанская ССР | 22.03.1966      | [ ГС 156 ] |
| 165        | Алимов Абдулла                      | 10.01.1930 — ????       | Председатель колхоза «Кырккызабад» Элликкалинского района Каракалпакской АССР | 05.03.1982      | [ ГС 157 ] |
| 166        | Алимов Михаил Филиппович            | 1919 — ????             | Звеньевой колхоза «Искра» Ленинск-Кузнецкого района Кемеровской области | 25.02.1949      | [ ГС 158 ] |
| 167        | Алимов Сали                         | 1900—1992               | Председатель колхоза имени Кирова Сузакского района Джалал-Абадской области | 15.02.1957      | [ ГС 159 ] |
| 168        | Алимов Фаттах                       | 1908—1987               | Директор Регарской МТС Регарского района Таджикской ССР | 17.01.1957      | [ ГС 160 ] |
| 169        | Алимова Клавдия Иосифовна           | 19.10.1930 — 11.10.2021 | Управляющая отделением Кизлярского виноградарского совхоза Министерства пищевой промышленности РСФСР, Дагестанская АССР | 17.03.1981      | [ ГС 161 ] |
| 170        | Алимпиев Владимир Павлович          | 26.10.1930 — 09.07.2004 | Бригадир слесарей-монтажников Смоленского монтажного управления треста «Центроэнергомонтаж» Министерства энергетики и электрификации СССР | 30.05.1984      | [ ГС 162 ] |
| 171        | Алимпиев Николай Филиппович         | 14.08.1910 — 1991       | Директор совхоза «Краснопартизанский» Кустанайский района Кустанайской области | 08.04.1971      | [ ГС 163 ] |
| 172        | Алипова Салима                      | 01.05.1931 — 05.11.2010 | Каменщица строительного управления № 3 треста «Гурьевнефтехимстрой» Министерства строительства предприятий тяжёлой индустрии Казахской ССР, гор. Гурьев | 05.04.1971      | [ ГС 164 ] |
| 173        | Алипова Ханикей                     | 1899 — 28.07.1992       | Старший чабан колхоза имени Джамбула Испульского района Гурьевской области | 23.07.1948      | [ ГС 165 ] |
| 174        | Алискендерова Гюрю Мустафа кызы     | 1909 — 17.05.1996       | Звеньевая колхоза имени Жданова Акстафинского района Азербайджанской ССР | 01.07.1949      | [ ГС 166 ] |
| 175        | Алисов Евгений Алексеевич           | 03.01.1929 — 09.12.2008 | Капитан-директор большого морозильного рыболовного траулера «Жуковский» Севастопольского управления океанического рыболовства | 13.04.1963      | [ ГС 167 ] |
| 176        | Алиханов Абрам Исаакович            | 04.03.1904 — 08.12.1970 | Директор Теплотехнической лаборатории Академии наук СССР, академик АН СССР, гор. Москва | 04.01.1954      | [ ГС 168 ] |
| 177        | Алишевец Мария Михайловна           | род. 23.05.1929         | Звеньевая совхоза «Анжерский» Министерства совхозов СССР, Анжеро-Судженский район Кемеровской области | 03.07.1950      | [ ГС 169 ] |
| 178        | Алкаров Кабул                       | род. 1937               | Старший чабан совхоза имени Карла Маркса Фаришского района Джизакской области | 26.02.1981      |            |
| 179        | Аллабердыев Байрам                  | 15.05.1916 — 02.06.1978 | Бурильщик Небит-Дагского управления бурильных работ объединения «Туркменнефть» Министерства нефтяной промышленности СССР, Туркменская ССР | 30.03.1971      | [ ГС 170 ] |
| 180        | Аллаева Акнэзик                     | род. 1928               | Колхозница колхоза «Коммунизм» Мургабского района Марыйской области | 10.12.1973      |            |
| 181        | Алламов Ораздурды                   | 06.01.1929 — ????       | Звеньевой колхоза «Коммунизм» Ильялинского района Ташаузской области | 30.07.1951      | [ ГС 171 ] |
| 182        | Алламурадов Аганияз                 | 1930 — 05.1982          | Старший чабан совхоза «Талимарджан» Ходжамбасского района Чарджоуской области | 06.09.1973      |            |
| 183        | Алламуратов Ахмат                   | 1907 — ????             | Звеньевой колхоза «Кзыл Караван» Джар-Курганского района Сурхан-Дарьинской области | 18.05.1949      |            |
| 184        | Аллахвердиев Бахтияр Ахмед оглы     | 1909 — 1974             | Звеньевой колхоза имени Сталина Казахского района Азербайджанской ССР | 12.07.1950      | [ ГС 172 ] |
| 185        | Аллаяров Ричард Хайруллович         | 05.06.1927 — 05.11.1988 | Буровой мастер конторы бурения № 2 треста «Туймазабурнефть» Башкирского совнархоза | 19.03.1959      | [ ГС 173 ] |
| 186        | Аллаярова Зульпин                   | род. 1932               | Звеньевая колхоза имени Ворошилова Денауского района Сурхан-Дарьинской области | 11.01.1957      | [ ГС 174 ] |
| 187        | Аллилуев Алексей Степанович         | 30.03.1898 — 14.01.1983 | Бывший управляющий трестом «Забайкалуголь», начальник комбината «Приморскуголь» Министерства угольной промышленности восточных районов СССР, Приморский край | 28.08.1948      | [ ГС 175 ] |
| 188        | Алмасов Чардарбек                   | 1924 — ????             | Старший аппаратчик Джамбулского суперфосфатного завода Министерства химической промышленности СССР | 20.04.1971      | [ ГС 176 ] |
| 189        | Алматов Чары                        | 23.05.1919 — 12.02.1995 | Первый секретарь Джаркурганского райкома Компартии Узбекистана, Сурхандарьинская область | 08.04.1971      | [ ГС 177 ] |
| 190        | Алматов Шомат                       | род. 1940               | Механизатор совхоза «Ленин юлы» Каршинского района Кашкадарьинской области | 05.03.1982      | [ ГС 178 ] |
| 191        | Аловатдинов Ибрагим                 | 1932—1987               | Бригадир горнорабочих очистного забоя № 1—2 рудоуправления «Таджикуголь» Министерства угольной промышленности СССР, Исфаринский район Таджикской ССР | 29.06.1966      | [ ГС 179 ] |
| 192        | Алоян Виктория Гарегиновна          | 1928 — ????             | Звеньевая колхоза «Лен уги» Октемберянского района Армянской ССР | 14.06.1950      | [ ГС 180 ] |
| 193        | Алпамысов Мирзали                   | род. 1925               | Старший чабан совхоза «40 лет Октября» Канимехского района Бухарской области | 22.03.1966      |            |
| 194        | Алпаткин Михаил Савельевич          | 05.11.1934 — 17.07.2009 | Вальцовщик Кольчугинского завода по обработке цветных металлов имени Серго Орджоникидзе Министерства цветной металлургии СССР, Владимирская область | 02.03.1981      | [ ГС 181 ] |
| 195        | Алпыспаев Кенжебек                  | 05.01.1903 — 25.02.1990 | Комбайнёр Семёновской МТС Акмолинского района Акмолинской области | 11.01.1957      | [ ГС 182 ] |
| 196        | Алтаев Бозша                        | 1898—1984               | Старший чабан колхоза «Ортакшил» Иргизского района Актюбинской области | 07.10.1949      | [ ГС 183 ] |
| 197        | Алтаев Молдакул                     | 1910 — ????             | Старший чабан колхоза «10 лет Казахстана» Кировского района Талды-Курганской области | 23.07.1948      | [ ГС 184 ] |
| 198        | Алтайбаева Улбала                   | 03.01.1923 — 27.08.2007 | Звеньевая колхоза «Коммунизм» Чиилийского района Кзыл-Ординской области | 13.12.1972      | [ ГС 185 ] |
| 199        | Алтанаева Прасковья Ивановна        | 1903 — 26.09.1978       | Чабан совхоза «Пограничный» Быркинского района Читинской области | 14.12.1957      | [ ГС 186 ] |
| 200        | Алтухов Андрей Степанович           | 01.09.1912 — 06.09.1993 | Управляющий строительным трестом № 8 Министерства строительства Узбекской ССР, гор. Фергана | 07.05.1971      | [ ГС 187 ] |
| 201        | Алтыбаев Соатмурад                  | 1922—2000               | Старший чабан совхоза «Кабадиан» Шаартузского района Таджикской ССР | 22.03.1966      |            |
| 202        | Алтыбаева Сона                      | 1930 — ????             | Вязальщица Чарджоуской трикотажной фабрики Министерства лёгкой промышленности Туркменской ССР | 05.04.1971      | [ ГС 188 ] |
| 203        | Алтыев Назар                        | 1895 — ????             | Старший чабан каракулеводческого совхоза «Сараджинский» Министерства внешней торговли СССР, Тахта-Базарский район Марыйской области | 15.09.1948      |            |
| 204        | Алтынбаев Мырзагалий                | 1898—1988               | Старший чабан колхоза имени Амангельды Иманова Амангельдинского района Кустанайской области | 23.07.1948      | [ ГС 189 ] |
| 205        | Алтынников Александр Фёдорович      | 12.05.1929 — 22.09.2004 | Бригадир монтажно-проходческой бригады Кировского горного участка треста «Шахтспецстрой» Государственного производственного комитета по монтажным и специальным строительным работам СССР, Мурманская область                                                     | 30.03.1965      | [ ГС 190 ] |
| 206        | Алуки Дмитрий Дмитриевич            | 13.10.1924 — 02.05.2014 | Бригадир полеводческой бригады колхоза имени Ленина Глыбокского района Черновицкой области | 08.12.1973      | [ ГС 191 ] |
| 207        | Алфенидзе Джото Келович             | 1903 — ????             | Бригадир совхоза «Ленинис Андердзи» Гальского района Абхазской АССР | 21.02.1948      | [ ГС 192 ] |
| 208        | Алфёров Владимир Иванович           | 28.07.1904 — 18.01.1995 | Заместитель главного конструктора Конструкторского бюро № 11, Горьковская область | 29.10.1949      | [ ГС 193 ] |
| 208.000003 | Алфёрова Евдокия Саввична           | 08.09.1925 — 15.04.2014 | Звеньевая колхоза имени Ильича Перещепинского района Днепропетровской области | 06.06.1949      | [ ГС 194 ] |
| 209        | Алфимцева Нина Никаноровна          | род. 07.07.1935         | Бригадир свиноводческой фермы совхоза «Жуковский» Смоленского района Смоленской области | 08.04.1971      | [ ГС 195 ] |
| 210        | Алханишвили Заира Михайловна        | род. 1932               | Доярка колхоза села Джапаридзе Цителцкаройского района Грузинской ССР | 06.09.1973      | [ ГС 196 ] |
| 211        | Алханова Марал Ага кызы             | 1916 — ????             | Звеньевая колхоза имени 28 апреля Тертерского района Азербайджанской ССР | 01.07.1949      | [ ГС 197 ] |
| 212        | Алымбеков Накайбек                  | 12.08.1934 — 2007       | Слесарь-инструментальщик Киргизского завода автомобильного машиностроения «Киргизавтомаш» Министерства автомобильной промышленности СССР, гор. Фрунзе | 03.01.1974      | [ ГС 198 ] |
| 213        | Алыпов Алексей Иванович             | 30.06.1902 — 01.09.1942 | Главный инженер Военвосттранспроекта при Главном управлении военно-восстановительных работ Народного Комиссариата путей сообщения СССР, Ленинградская область | 05.11.1943      | [ ГС 199 ] |
| 214        | Альба Эдуард Александрович          | 18.03.1920 — 20.08.2004 | Директор совхоза «Сауэ» Харьюского района Эстонской ССР | 08.04.1971      |            |
| 215        | Альдыбаев Уразгали Альдыбаевич      | 20.04.1920 — 06.06.1998 | Председатель колхоза «Алгабас» Пахтааральского района Чимкентской области | 13.12.1972      | [ ГС 200 ] |
| 216        | Альжанов Нуртаз                     | 1902 — ????             | Старший табунщик молочного совхоза «Песчанский» Министерства совхозов СССР, Максимо-Горьковский район Павлодарской области | 23.07.1948      | [ ГС 201 ] |
| 217        | Альжанова Джумагиза                 | 1903 — ????             | Заведующая конефермой колхоза имени Орджоникидзе Тайпакского района Западно-Казахстанской области | 23.07.1948      |            |
| 218        | Алькибаев Мантай Сарсенович         | 29.12.1936 — 30.12.1995 | Старший чабан Кокчетавской областной сельскохозяйственной опытной станции | 22.03.1966      | [ ГС 202 ] |
| 219        | Альмагамбетов Шабдан                | 02.1909 — 22.12.1980    | Председатель колхоза «Жарлы-Камыс» Абаевского района Семипалатинской области | 23.07.1948      | [ ГС 203 ] |
| 220        | Альмов Али Талабиевич               | 07.03.1935 — 20.12.1999 | Бригадир каменщиков строительного управления № 5 Управления строительства и стройматериалов Кабардино-Балкарского совнархоза, гор. Нальчик | 28.05.1960      | [ ГС 204 ] |
| 221        | Альсмик Пётр Иванович               | 27.02.1907 — 02.04.1992 | Заведующий отделом Белорусского научно-исследовательского института плодоводства, овощеводства и картофеля, Минская область | 30.04.1966      | [ ГС 205 ] |
| 222        | Альцман Клавдия Павловна            | 13.11.1926 — 01.11.2010 | Директор Улан-Удэнского тонкосуконного комбината имени Ленинского комсомола Министерства текстильной промышленности РСФСР, Бурятская АССР | 17.03.1981      | [ ГС 206 ] |
| 223        | Альшевский Михаил Иванович          | 10.05.1930 — 06.09.2001 | Директор Ун-Юганского леспромхоза Министерства лесной, целлюлозно-бумажной и деревообрабатывающей промышленности СССР, Октябрьский район Ханты-Мансийского автономного округа Тюменской области                                                                   | 29.06.1984      | [ ГС 207 ] |
| 224        | Альярова Рахатой                    | 1925 — ????             | Бригадир колхоза «Коммунизм» Папского района Наманганской области | 08.04.1971      | [ ГС 208 ] |
| 225        | Алюшин Владимир Тимофеевич          | 16.02.1927 — 24.04.1993 | Бригадир слесарей-трубопроводчиков 1-го Куйбышевского монтажного управления треста «Нефтехиммонтаж» Министерства монтажных и специальных строительных работ СССР, Куйбышевская область                                                                            | 26.07.1966      | [ ГС 209 ] |
| 226        | Алябьев Михаил Иванович             | 22.11.1913 — 28.02.1949 | Проходчик шахты имени Сталина треста «Ткварчелуголь» Министерства угольной промышленности западных районов СССР, Абхазская АССР | 28.08.1948      | [ ГС 210 ] |
| 227        | Алябьева Мария Пахомовна            | 15.11.1923 — 16.05.2007 | Звеньевая колхоза «Красное знамя» Курского района Курской области | 31.12.1965      | [ ГС 211 ] |
| 228        | Алямкина Зинаида Васильевна         | род. 1927               | Звеньевая колхоза «Красная Заря» Кировского района Восточно-Казахстанской области | 20.05.1949      | [ ГС 212 ] |

| Навигационная таблица | Навигационная таблица  |
| --------------------- | ---------------------- |
| «А»                   | Абаев — Авшалумов      |
| «А»                   | Ага Дадаш — Акыниязов  |
| «А»                   | Алабугина — Алямкина   |
| «А»                   | Амадалиев — Анюховская |
| «А»                   | Апайков — Асютченко    |
| «А»                   | Атабаев — Аяускайте    |